# Leeds Beckett University

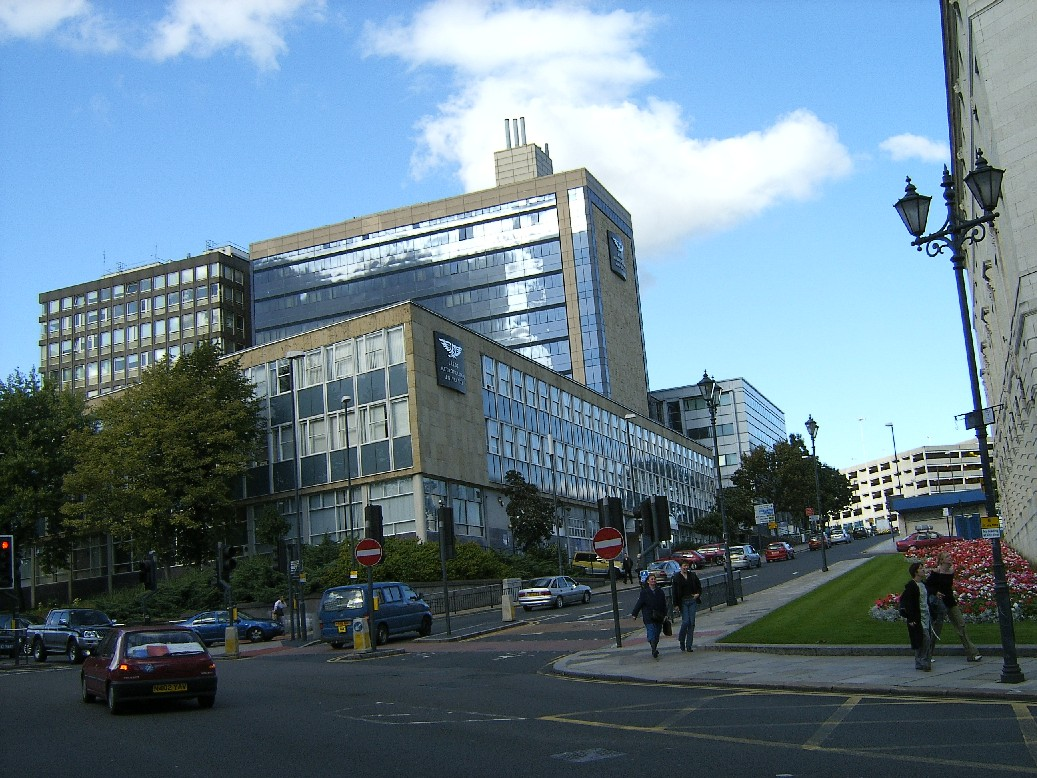
Leeds Metropolitan University

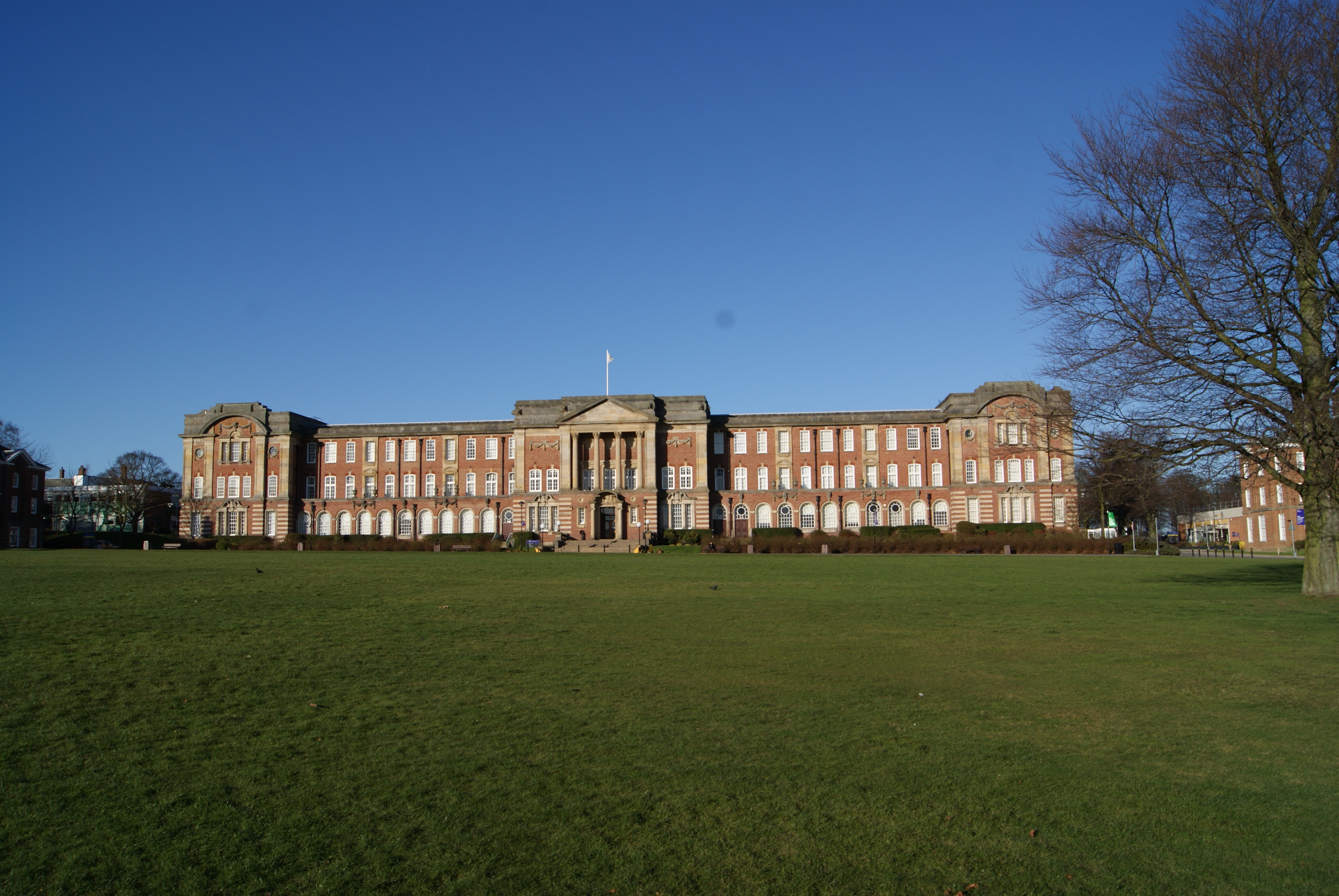
James Graham Building

Leeds Beckett University (tidigare Leeds Metropolitan University) är ett universitet med campus i Leeds och Harrogate, Storbritannien. Universitetet har 41 000 studenter och 3 000 anställda.